# جشن‌ها در مصر باستان

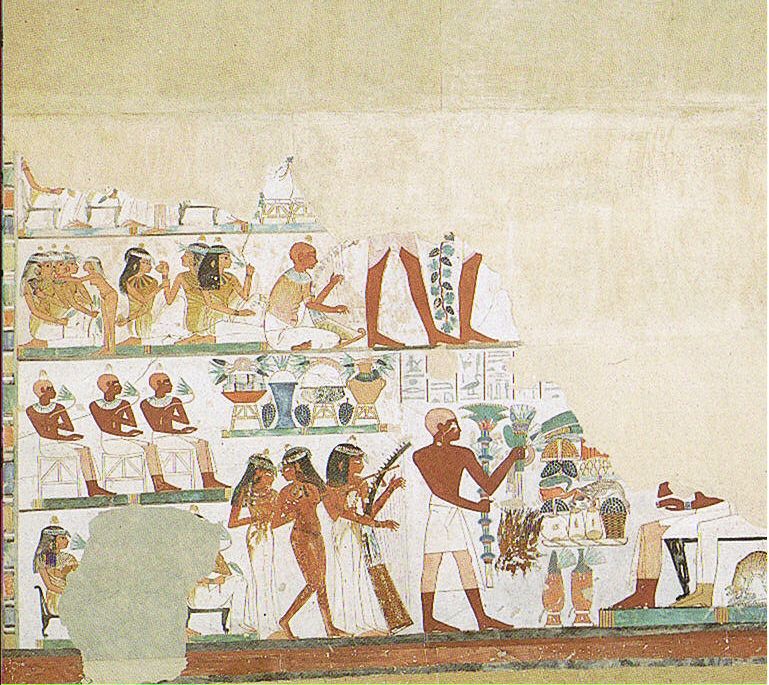
جشنواره زیبای دره که در مقبره نِخِت به تصویر کشیده شده است

جشنواره‌ها در مصر باستان در طول سال با نام «هِب» شناخته می‌شدند تا به مناسبت این اعیاد، مصریان باستان از خدایان مصری سپاسگزاری کنند و از برکت ایشان بهره‌مند شوند. در جشنواره‌های مصر باستان، مصریان قربانی‌ها، نذورات را تقدیم می‌کردند، اما هدف واقعی این جشنواره‌ها، دیدن خدایان با چشمان خود و حفظ این ساختار اعتقادی بود که جهان از طریق اراده خدایان اداره می‌شود.مصریان باستان تقویم خود را متناسب با جشنواره‌های خود سازماندهی می‌کردند، زیرا تقویم مصری به ۱۲ ماهِ ۳۰ روزه تقسیم شده بود و کل سال به سه فصل تقسیم می‌شد:
1. فصل اول آخِت که فصل طغیان سالیانه‌ رود نیل بود.
2. فصل دوم پِرِت که فصل رشد و داشت محصولات بود.
3. فصل سوم شِمو که فصل برداشت محصولات کشاورزی و باغی بود.[۱]

## بازی با ماه: پنج تولد در پنج روز
در این جشن، پنج روز باقی مانده‌ی در پایان سال جشن گرفته می‌شد. این پنج روز، تقویم مصر باستان را به ۳۶۵ روز می‌رساند و در هر روز، یک خدای خاص مورد ستایش قرار می‌گرفت. طبق داستان اساطیری آفرینش مصری، الهه آسمان، نوت، دختر رع، از برادرش گب، خدای زمین، باردار شد که او را خشمگین کرد و اعلام کرد که در هیچ روزی از سال زایمان نخواهد کرد. در ابتدا، طبق اسطوره، سال فقط ۳۶۰ روز طول می‌کشید و نوت در این روزها نازا بود. تحوت با خنسو (خدای ماه) بر سر ۱/۷۲ روز از روشنایی آن ۷۲/۳۶۰ یا ۵ روز شرط‌‌ بندی کرد و تحوت برنده شد و این پنج روز به تقویم ۳۶۰ روزه مصری اضافه شد و در مجموع تقویم ۳۶۵ ساخته شد؛ سپس نوت توانست در طول این ۵ روز اوزیریس، هوروس، ست، ایسیس و نفتیس را به دنیا آوردند.
روز اول تولد اوزیریس، روز دوم تولد هوروس، روز سوم جشن ست و در روزهای چهارم و پنجم جشن الهه‌های ایزیس و نفتیس به دنیا آمدند.

## جشن وِپِت-رِنپِت: طلوع ستاره شباهنگ و جشن شروع سال نو

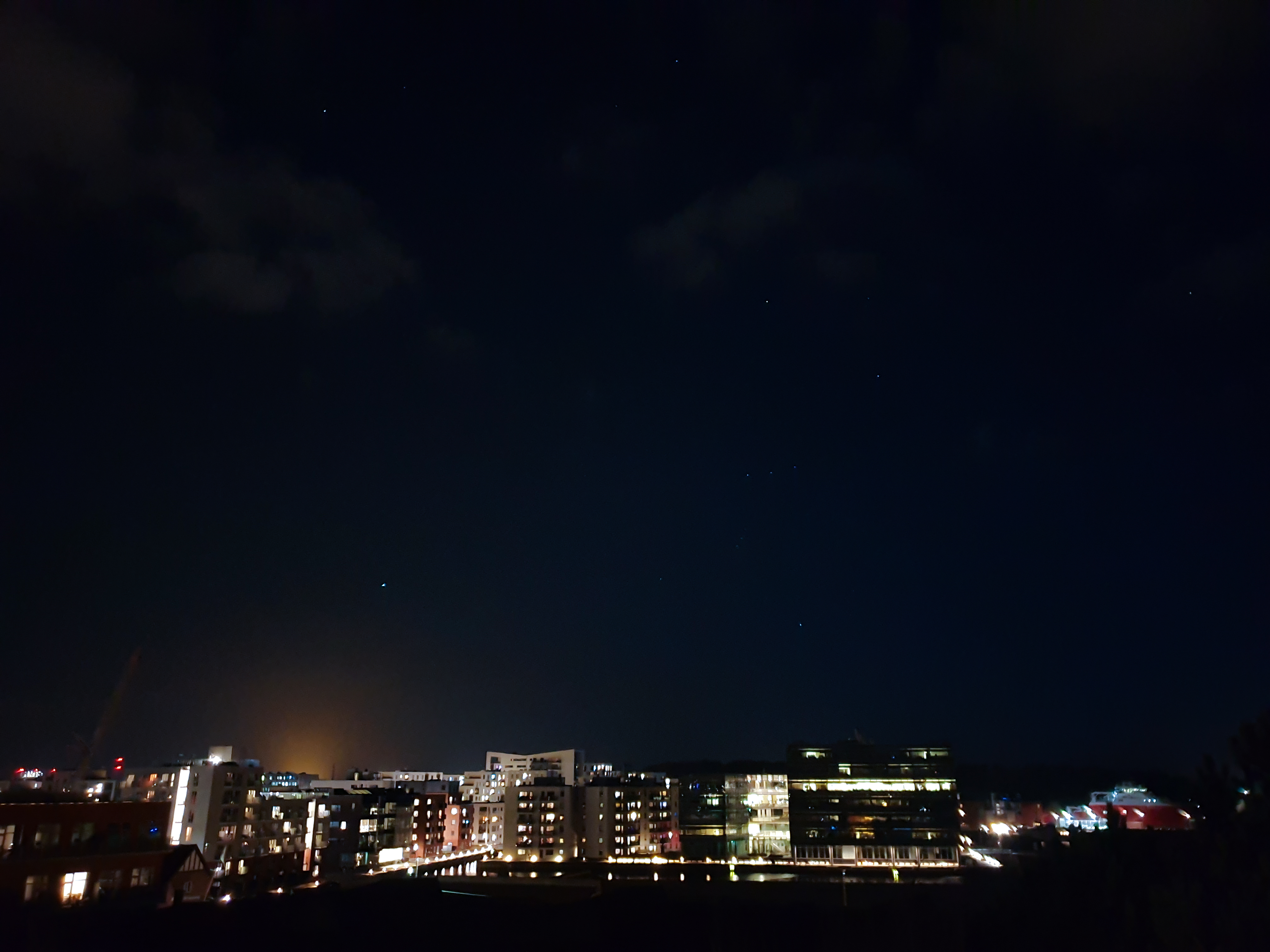
طلوع ستاره شباهنگ (سمت چپ-پایین) بر فراز آسمان

در این جشن، آغاز سال نوی مصری جشن گرفته می‌شود که برابر با یازدهم ماه سپتامبر و بیست شهریور ماه است؛ یعنی زمانی که ستاره شباهنگ از آسمان ناپدید می‌شود و سپس هنگام طلوع خورشید در افق شرقی آسمان ظاهر می‌شود. این جشن، مرگ و تولد دوباره اوزیریس و جوان شدن و تولد دوباره سرزمین و مردم را جشن می‌گرفت. این جشن به طغیان رود نیل بستگی داشت.
مصریان باستان در آغاز برای اندازه گیری زمان به واضح‌ترین تغییر در زندگی شان، یعنی سیلاب سالیانه رود نیل توجه داشتند. اما پس از چندی به اخترشناسی توجه پیدا کردند. درخشان‌ترین چیز در آسمان شب، ماه است. ماه در هر دوره‌ی ۲۹ روزه به نظر «تکمیل» می شود تا این که مثل دایره ای کامل به چشم می‌آید و سپس کوچک و کوچک تر می‌شود تا به طور کامل ناپدید می‌شود. هر زمان که ماه «نو» پدیدار می شد. مصریان ماه جدیدی را آغاز می‌کردند و هر دوازده ماه را یک سال در نظر می گرفتند. یک سال قمری مصری ۳۵۴ روز داشت اما پس از چند سال، مصریان دریافتند که سیلاب سالیانه نیل همواره در روزهای یک ماه رخ نمی‌دهد بنابراین آنها نمی توانستند از تقویم خود برای پیش بینی زمان درست سیلاب سالانه‌ی نیل بهره ببرند. مصریان این مشکل را حدود ۲۳۰۰ سال پیش حل کردند. آنها دریافتند که ستاره شباهنگ (شعرای یمانی یا سیروس) درخشان‌ترین ستاره در آسمان، رفتار عجیبی دارد. هر بار که این ستاره ناگهان ناپدید و دوباره پدیدار می‌شود، فقط برای چند دقیقه در هنگام طلوع می توان آن را دید. پس از این طلوع و غروب ناگهانی و کوتاه، ستاره‌ شباهنگ هر روز برای دورهای طولانی در آسمان می‌ماند تا بار دیگر ناپدید می‌شود. هم چنین ستاره شباهنگ همیشه درست پیش از سیلاب نیل باز می گردد. مشاهده‌ی پیگیرانه‌ این ستاره به مصریان امکان داد تا سیلاب نیل را دقیق پیش بینی کنند و برای فصل کاشت آماده شوند؛ بنابراین مصریان تقویم جدیدی بر پایه‌ی ستاره شباهنگ تنظیم کردند. آنها چیز خوبی را برگزیده بودند زیرا چرخه‌ی ستاره شباهنگ -۳۶۵ روز است یعنی درست به اندازه‌ی طول سال.

## جشنواره واگ: سالروز مرگ اوزیریس و یادبود درگذشتگان

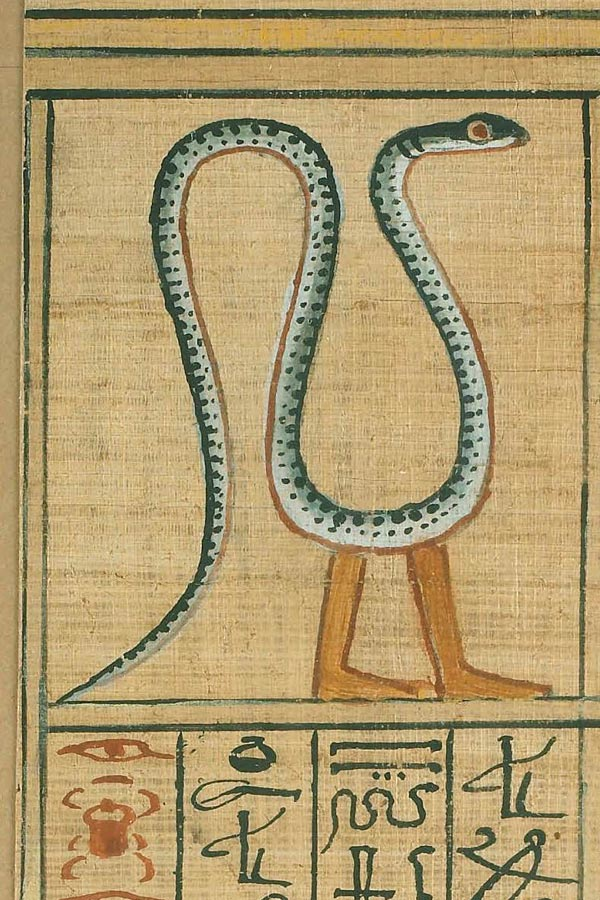
نحب-کا-او

جشنواره واگ (Wag Festival) جشنی باستانی بود که به یادبود مرگ اوزیریس و گرامیداشت ارواح درگذشتگان در سفرشان به زندگی پس از مرگ برگزار می‌شد. این جشن پس از جشنواره سال نو یعنی وپت-رنپت برگزار می‌شد، اما تاریخ آن برخلاف وپت-رنپت، با توجه به تقویم قمری تنظیم شده بود. این جشن که یکی از قدیمی‌ترین جشن‌های مصر است، اولین بار در دوران پادشاهی کهن اجرا شد. در جشنواره واگ، شرکت‌کنندگان قایق‌های کاغذی کوچکی می‌ساختند و آنها را روی قبرها قرار می‌دادند که نمادی از داستان مرگ اوزیریس بود.

## جشنواره تِخ: سالروز نجات از خشم خدایان
این جشنواره به الهه "هاثور" پس از نجات مردم از نابودی توسط آبجو اختصاص داده شده بود. افسانه‌های مصری می‌گویند که "رع" می‌خواست به انسان‌ها درسی بدهد، بنابراین الهه "سخمت" را فرستاد تا آنها را نابود کند، سپس هاثور دستور داد یک کاسه بزرگ آبجو به "سخمت" داده شود، و او آن را نوشید و به خواب رفت تا از نابودی بشریت دست بردارد. مصریان باستان این مناسبت را جشن می‌گرفتند، زیرا آنها تا صبح آواز می‌خواندند، می‌رقصیدند و نوشیدنی می‌نوشیدند تا بقای خود را جشن بگیرند.

## جشنواره نِحِب-کا-او
جشن نحب-کا-او سی و دو بار در تاریخ پادشاهی نوین ثبت شده است اما مشخص است که حداقل از زمان پادشاهی میانه جشن گرفته می‌شده است. تاریخ دقیق این جشن توسط محققان مورد اختلاف است: ممکن است نه روز پس از جشن شخم زدن زمین، در اولین روز از اولین ماه فصل زمستان یا به طور متناوب در طول تاجگذاری پادشاه در دوره رامسید جشن گرفته شده باشد. شارون لابورد معتقد است که این جشن، جشنی برای جشن گرفتن رستگاری و تولد دوباره بوده است؛ که به طور ویژه‌ای با الهه سخمت مرتبط است.

## جشنواره زیبای دره
جشنواره زیبای دره (به مصری: hb nfr n jnt) یک جشنواره باستانی مصری بود که سالانه در تبس (که اکنون اقصر نام دارد)، در دوره پادشاهی میانه و پس از آن برگزار می‌شد. قایق‌های مقدس آمون-رع، همسرش موت و پسرش خنسو، معبد کارناک را ترک می‌کردند تا از معابد تدفینی خاندان سلطنتی درگذشته در قسمت غربی رود نیل و مقبره‌های آنها در گورستان تبس دیدن کنند.
جشنواره زیبای دره، جشنی برای مردگان و بزرگداشت ایشان بود و می‌تواند قدیمی‌تر از جشنواره اوپت باشد، زیرا ریشه‌های آن به پادشاهی میانه برمی‌گردد. گفته می‌شود که این جشنواره از آغاز پادشاهی میانه به عنوان یادبود مردگان برگزار می‌شد. با این حال، هنگامی که با جشنواره اوپت ترکیب شد، این مراسم مقدس به رویداد اصلی تقویم عبادی تبس تبدیل شد. این جشنواره سالانه در ماه نو ماه دوم فصل برداشت یعنی شمو، برگزار می‌شد؛ یعنی تقریباً اواخر تیرماه و اوایل مردادماه و این دهمین ماه در تقویم 12 ماهه بود.

«معبد میلیون‌ها سال پادشاه» واقع در قسمت غربی رودخانه نیل- منطقه اقصر(لوکسور)

در دوران سلطنت حتشپسوت، او هم جشنواره اوپت و هم جشنواره زیبای دره را برای بزرگداشت آمون برگزار کرد. در آغاز جشنواره، یک مراسم باشکوه برگزار می‌شد که می‌توانست چندین روز طول بکشد. این یک رویداد رنگارنگ و شاد برای مردم تبس بود. این دسته توسط آمون از شرق (محل طلوع خورشید، زندگی جدید و جهت زندگان) به غرب (محل غروب خورشید، سرزمین مردگان) هدایت می‌شد. یک مجسمه یا تصویر آمون، که با لباسی آزاد و گشاد و قرص خورشید تزئین شده بود توسط کاهنان در یک قایق یا کرجی تشریفاتی در امتداد نیل هدایت می‌شد. سپس این کرجی در کشتی‌ای به نام «اُوسِرهِت» قرار می‌گرفت که با طلا و مواد گرانبها پوشیده شده بود. این اوسرهت توسط قایق‌هایی برای موت و خونسو دنبال می‌شد تا خدایان سه‌گانه‌ی تبس را تشکیل دهند.صفوف به سمت «معبد میلیون‌ها سال پادشاه» ادامه می‌یافت، جایی که مردم شهر غذا و نوشیدنی و همچنین گل به ناوگان قایق‌های خدایان تقدیم می‌کردند. مقادیر زیادی گل تقدیم می‌شد، زیرا در فرهنگ مصری این اعتقاد وجود داشت که گل‌ها با جوهره‌ی الوهیت پر می‌شدند. سپس مردم شهر این گل‌ها را به مقبره خویشاوندان خود می‌بردند تا به آنها ادای احترام کنند. کاروان و مجسمه آمون به جوسر-جوسرو آورده می‌شد تا پیوند بین خدایان و مردم را دوباره تأیید کند.

## شمارش گاوها: مراسمی فرعی در کنار جشن‌ها
در مصر باستان، دو معیار اصلی برای ارزیابی میزان مالیاتی که باید از افراد گرفته شود وجود داشت: شمارش تعداد گاوها و میزان ارتفاع سیلاب سالیانه نیل. شمارش گاوها یک رویداد اقتصادی بسیار مهم بود که توسط مقامات عالی رتبه کنترل می‌شد و با چندین جشن مذهبی مرتبط بود. علاوه بر این، از مراسم شمارش گاوها، به عنوان وسیله‌ای برای ساختن مبدا تاریخی و تاریخ‌گذاری سایر رویدادها استفاده می‌شد؛ به طوری که سال شمارش گاوها را مبدا گرفته و به طور مثال ده سال بعد از آن را " دهمین سال شمارش گاوها تحت نظارت پادشاه فلان" می‌نامیدند. فراوانی شمارش گاوها در طول تاریخ مصر باستان متفاوت بود. در پادشاهی کهن به احتمال زیاد انجام این مراسم دوسالانه بود، یعنی هر دو سال یکبار اتفاق می‌افتاد و پس از آن بیشتر شد یعنی هر یک سال یکبار انجام ‌می‌شد.

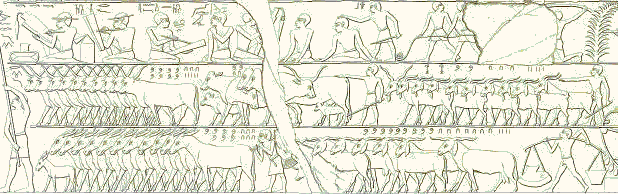
تصویر صحنه‌ای از شمارش چارپایان (به اعداد بالای هر دسته توجه شود).در ردیف وسط سمت چپ، ۸۳۵ گاو شاخدار و پشت سر آنان ۲۲۰ چهارپا دیده می‌شوند.در راست، ۲۲۳۵ بز. در ردیف پایین سمت چپ ۷۶۰ الاغ و ۹۷۴ بز در سمت راست رسم شده‌اند.

### فرآیندسرشماری و هدف از آن:
برای انجام مراسم سرشماری گاوها، تمام دارایی‌های منقول (از جمله دام‌های مولد مانند گاو و گاو نر، گوسفند، خوک، بز و الاغ) جمع‌آوری و شمارش می‌شدند. پس از شمارش، درصد دارایی‌هایی که باید توسط افراد به حکومت به عنوان مالیات داده می‌شد، محاسبه می‌شد. سرشماری گاوها در هر نوم (ولایت) مصر انجام می‌شد. کلاهبرداری و شمارش اشتباه عمدی و به طور کلی هرگونه تخلف در رابطه با سرشماری گاوها به شدت محکوم و فرد گناهکار مجازات می‌شد. از زمان دودمان دوم به بعد، سرشماری گاوها با «پیروی از هوروس» (افراد و شیوه‌هایی که سعی در حفظ آموزه‌های هوروس و انجام سنت‌های او بودند شِمسو هور نامیده می‌شدند) که هر دو سال یکبار اتفاق می‌افتاد، مرتبط بود. شمسو هور شامل سفری توسط پادشاه و دربار او در سراسر مصر بود که شرایط ارزیابی و وضع مالیات توسط دولت مرکزی را تسهیل می‌کرد.

### اهمیت انجام مراسم شمارش گاوها:
نتایج مراسم شمارش گاوها برای مصرشناسان و مورخان از اهمیت زیادی برخوردار است، زیرا بسیاری از کتیبه‌های و سنگ نوشته‌ها دهمین سال مراسم شمارش گاوها را گزارش می‌دهند و به دنبال آن نام فرعون هم دوره با این مراسم را ذکر می‌کند. بنابراین، از این اطلاعات سنگ نوشته‌ها و طومارها برای ارزیابی حداقل مدت سلطنت فرعون استفاده می‌شود.  بر اساس اطلاعات نوشته شده بر سنگ پالرمو (یک تخته سنگ بازالت سیاه که وقایع سالانه با ماهیت فرقه‌ای و مذهبی را از پادشاه نارمر (سلسله اول) تا پادشاه نفریرکارع کاکای (سومین فرعون دودمان پنجم) ثبت می‌کند) شمارش گاوها هر دو سال یکبار تا اواخر دوران پادشاهی کهن انجام می‌شد. با این حال، پس از این دوره، این کار بیشتر انجام شد و در نهایت سالانه انجام می‌شد. اولین فرعونی که در طول سلطنت او شمارش سالانه گاوها با اطمینان و دقیق انجام شده است، پادشاه پپی یکم از دودمان ششم است.
نمونه‌ای از ارزیابی‌های متناقض و گاهی اشتباه برای تعیین مدت سلطنت از طریق شمارش گاو، در مورد پادشاه خوفو (دودمان چهارم) است. بیشترین تعداد شناخته شده از شمارش گاوها در دوران خوفو در نقاشی‌های دیواری در داخل اتاق‌های هرم خوفو یافت می‌شود. یک طومار پاپیروسی "هفدهمین سال مناسبت شمارش گاوها" را گزارش می‌دهد. از آنجایی که کتیبه‌های سنگی پالرمو حاکی از آن است که شمارش گاوها در طول دودمان چهارم هر دو سال یکبار انجام می‌شده است، ثابت می‌کند که خوفو حداقل ۳۴ سال حکومت کرده است. این محاسبه توسط چندین مصرشناس رد شده است، زیرا یک منبع مصر باستانی دیگر، یعنی فهرست پادشاهان تورین، سلطنت خوفو را تنها ۲۳ سال می‌داند. در مقابل، مورخ یونان باستان، هرودوت، ادعا می‌کند که خوفو ۵۰ سال حکومت کرده است، که به عنوان یک اغراق تلقی می‌شود. امروزه مصرشناسانی مانند توماس اشنایدر در نظر دارد که یا خوفو واقعاً کمی بیش از ۳۴ سال حکومت کرد، یا اینکه نویسنده‌ی فهرست پادشاهان تورین چرخه‌ی ۲ ساله شمارش گاوها را در نظر نگرفته و در واقع ۲۳ شمارش گاو را به خوفو نسبت داده است، که معادل ۴۶ سال سلطنت است.

## جشنواره ایپت

رقص نوبیایی‌ها و حفاظت سواران نظامی که دسته‌ی ایپت را همراهی می‌کنند.

جشنواره اوپت (به مصری باستان: Heb-nefer-en-Ipet) یک جشن سالانه در مصر باستان بود که در تبس (اقصر)، به ویژه در دوران پادشاهی نوین و دوره‌های بعدی، در ماه دوم فصل آخت یعنی در فصل طغیان نیل، برگزار می‌شد. جان کولمن دارنل استدلال می‌کند که اولین جشن ایپت در ماه دوم آخت سال پانزدهم سلطنت توتموس سوم انجام شد و ۱۱ روز طول کشید. با آغاز دوران سلطنت رامسس سوم، این جشنواره تا ۲۴ روز نیز طول می‌کشید.

اوسرهت

این جشنواره شامل یک پیاده روی آیینی با قایق کوچک قابل حمل بنام اوسرهت (قایق تشریفاتی که برای حمل مجسمه‌های خدایان و الهه‌ها استفاده می‌شد) که روی آن مجسمه «آمون-رع، همسرش موت و پسرش خونسو» قرار داشت، بود. مسیر این پیاده روی به مسافت ٢ کیلومتر از معبد کارناک تا معبد اقصر بود. 

### تاریخچه برگزاری جشنواره ایپت
جشنواره ایپت در اوایل پادشاهی نوین (حدود ۱۵۳۹ تا ۱۰۷۵ پیش از میلاد) با به قدرت رسیدن دودمان هجدهم، به یک جشنواره اصلی تبدیل شد. پس از بیرون راندن مهاجمان هیکسوس که به مدت ۲۰۰ سال بخش شمالی رود نیل را اشغال کرده بودند. حاکمان جدید مصر بدون اتلاف وقت، پایتخت خود، تبس، را به صحنه‌ای عظیم برای برگزاری مراسم جشن تثبیت قدرت تبدیل کردند و جشنواره ایپت در مرکز توجه قرار گرفت. در زمان سلطنت توتمس سوم (۱۴۵۸-۱۴۲۶ پیش از میلاد)، این جشنواره ۱۱ روز طول می‌کشید. با آغاز حکومت رامسس سوم در سال ۱۱۸۷ پیش از میلاد، مدت این جشن به ۲۴ روز افزایش یافت؛ و با مرگ او در ۱۱۵۶ پیش از میلاد، این مدت به ۲۷ روز رسید.

قایق بازسازی شده حمل خدایان در راهپیمایی جشن ایپت

### بازتاب اجتماعی جشنواره ایپت در جامعه
جامعه مصر در دوران پادشاهی نوین برای اطمینان از برآورده شدن نیازهای خودشان به سخاوت خدایان وابسته بود. از آنجا که مصریان فاقد درک و دانش علمی برای توضیح وقایع طبیعی بودند، هر رویداد طبیعی را به عنوان نشانه یا مداخله‌ای از سوی خدایی خاص می‌دیدند که می‌خواست نظم طبیعی جهان یا ماآت را حفظ کنند. برای خشنود کردن خدایان، مصریان به طور معمول به خدایان قربانی تقدیم می‌کردند. در این رابطه همزیستی، جشن‌های بزرگداشت خدایان به مصریان اطمینان خاطر می‌داد و به آنها اجازه می‌داد بدون ترس از مداخله خدایان در روند طبیعی زندگی خود را بگذرانند.

سنگ‌نگاره‌ای از مراسم ایپت

### نقش فرعون در جشنواره ایپت
مردم عادی تقریباً هیچ نقش خاصی در برگزاری این مراسم مذهبی نداشتند؛ برگزاری این مراسم یکی از مسئولیت‌های مقدس محوله به کاهنان بود. فرعون در حین مراسم به عنوان واسطه بین مردم جامعه مصر و خدایان مصری عمل می‌کرد. فرعون از این فرصت برای تثبیت مجدد حق خود برای حکومت بر مصر استفاده می‌کرد. مراسم ازدواج فرعون با خدایان «که سبب می‌شد روح آمون از نو در قالب بدن فرعون حالت جسمانی بگیرد و در عین حال به معنای تایید او نیز بود» تضمین می‌کرد که مصر با یک سال حاصلخیز دیگر  از طریق افزایش جمعیت، رونق کشاورزی و طغیان رود نیل روبرو خواهد شد. هر ساله نقش مذهبی فرعون در جشنواره ایپت تقویت می‌شد، زیرا نقش آنها را به عنوان «رابط میان مردم و آمون-رع» که مقدس‌ترین عنوان در مصر بود را مجدداً تأیید می‌کرد. این جشنواره، اعتبار دودمان سلطنتی فرعون را تقویت می‌کرد، زیرا «جشن تجدید نیروی کا آمون و انتقال روح پادشاهی» بود و به خانواده سلطنتی اجازه می‌داد تا قدرت خود را بر طبقات اجتماعی خود حفظ کنند.

## جشنواره سِد: جشنی برای ادامه دار شدن سلطنت فرعون

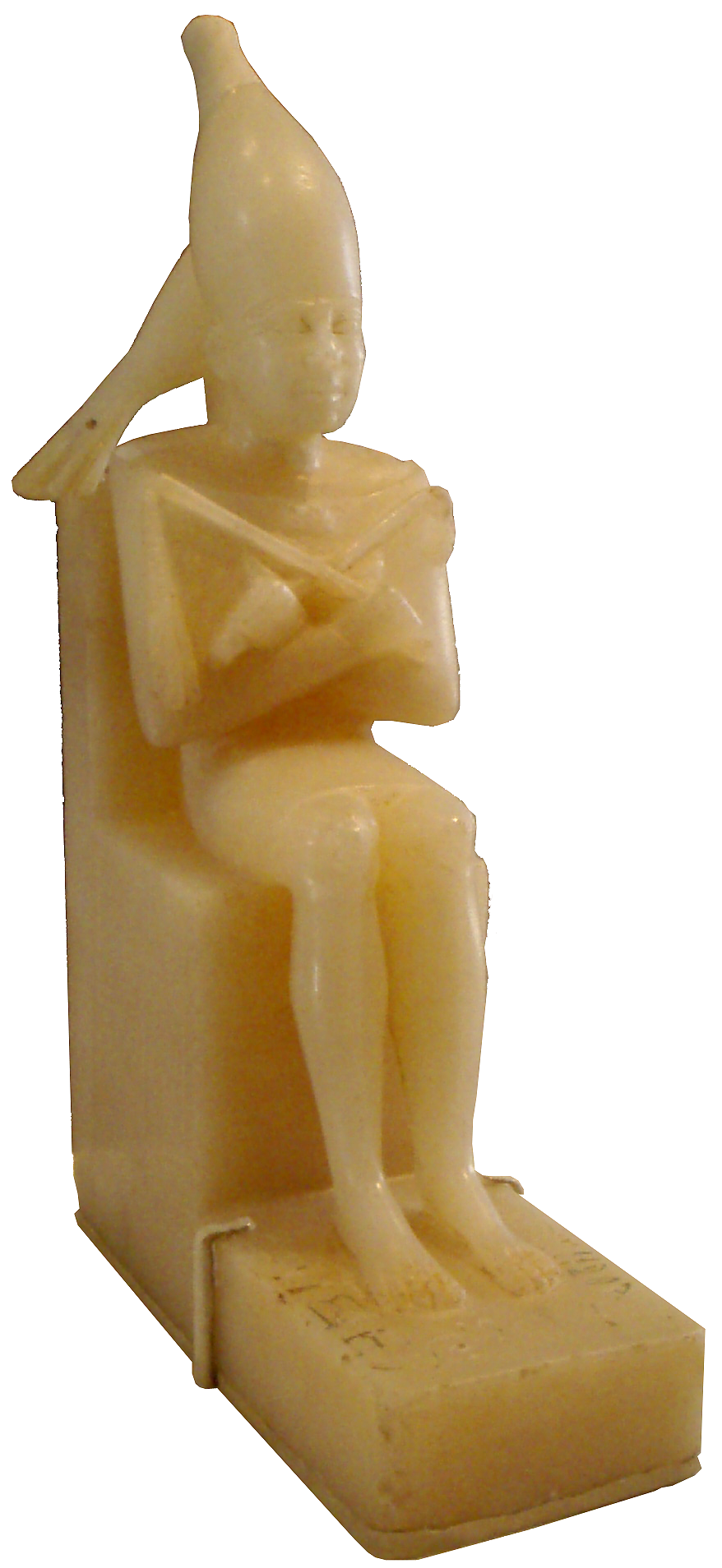
مجسمه‌ی مرمرین از پپی یکم، که برای جشن گرفتن جشن سد خود لباس پوشیده است، حدود ۲۳۶۲ پیش از میلاد-مربوط به پادشاهی کهن

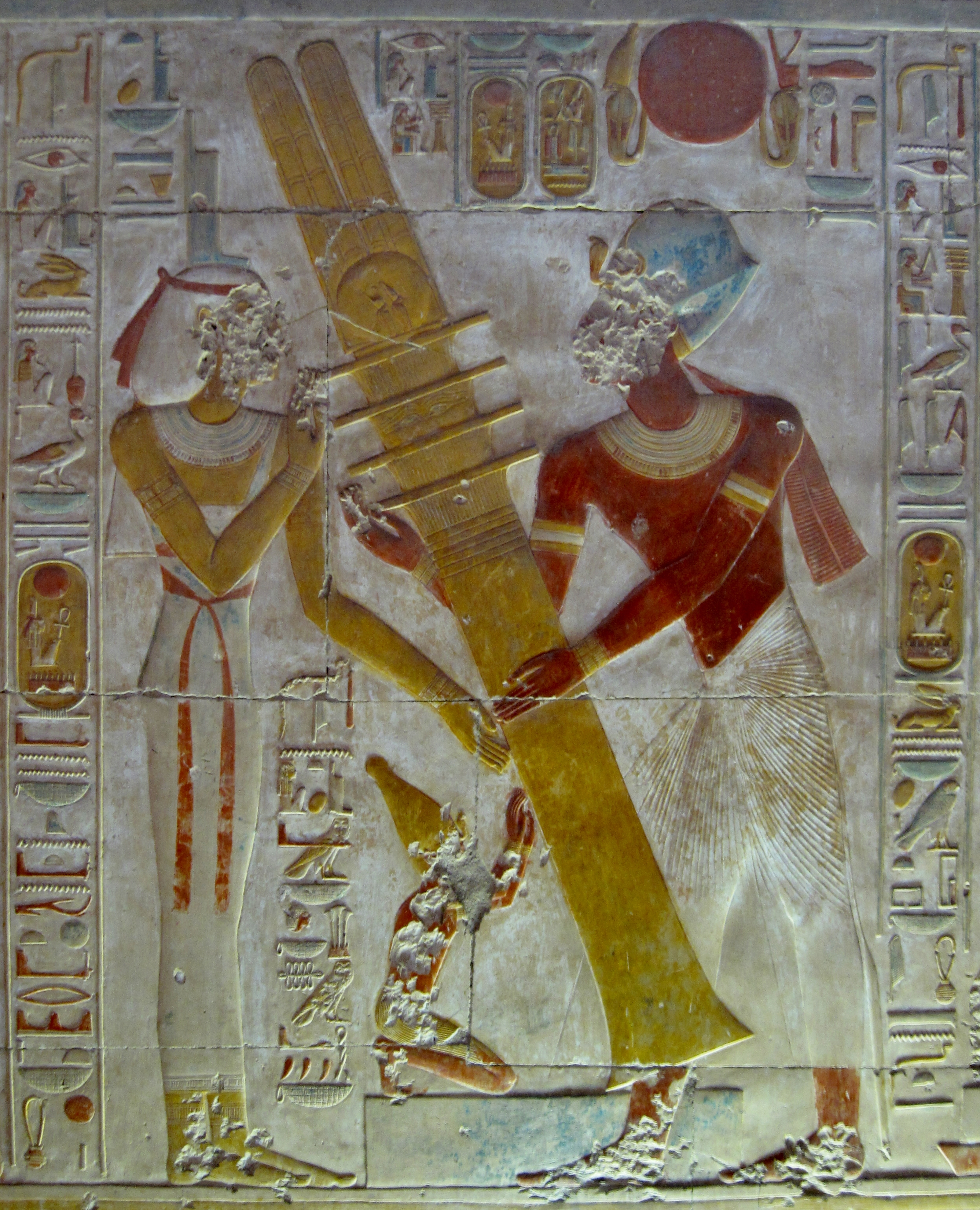
بالا بردن “جِد(djet)” توسط ستی اول به کمک الهه ایزیس

جشنواره سد (همچنین با نام هِب سد یا جشن دم شناخته می‌شود) یک مراسم در مصر باستان بود که به مناسبت ادامه حکومت یک فرعون برگزار می‌شد. این نام از نام یک خدای مصری گرفته شده است که یکی از نام‌های اوپوآوت یا سِد بود.نام غیررسمی‌تر این جشن، جشن دُم، از نام دم حیوانی گرفته شده است که پوستش معمولاً در دوره‌های اولیه تاریخ مصر به پشت لباس فرعون متصل می‌شد. این دم ممکن است بقایای یک ردای تشریفاتی قبلی باشد که از پوست کامل حیوان ساخته شده است. هدف برگزاری این جشن ممکن است برای جایگزینی با آیینی کهن‌تر-که در آن فرعون را به‌ دلیل کهولت سن و ناتوانی در اداره حکومت به قتل می‌رسانند- بوده باشد. جشن‌های سد، جشن‌هایی بودند که پس از سی سال سلطنت یک فرعون و سپس هر سه یا چهار سال پس از آن برگزار می‌شدند. این جشنواره، در درجه اول، برای تأیید و احیای مجدد اقتدار فرعونی بود. جشنواره‌های سد شامل آیین‌های معبدی پیچیده‌ای بودند و شامل راهپیمایی‌ها، نذورات و اعمال مذهبی مانند بالا بردن تشریفاتی یک جِد- یک عمود با استخوان خاجی ستون فقرات گاو که نمایانگر«قدرت و مدت زمان حکومت فرعون» است- می‌شد. این جشن همچنین شامل تأیید نمادین مجدد حکومت فرعون بر مصر علیا و سفلی و اتحاد آن دو بود. فراعنه‌ای که تا ۳۰ سال سلطنت نمی‌کردند، باید به وعده‌ «میلیون‌ها جشن» در زندگی پس از مرگ بسنده می‌کردند. 
با وجود قدمت جشن سد و صدها اشاره به آن در طول تاریخ مصر باستان، دقیق‌ترین اسناد مربوط به این مراسم به غیر از دوران سلطنت آمنهوتپ سوم، عمدتاً از نقش برجسته‌های نیوسررع اینی -پادشاه سلسله پنجم- در معبد خورشید در ابوغراب، نقش برجسته‌های آخناتون در شرق کارناک و نقش برجسته‌های اوسورکن دوم، پادشاه سلسله بیست و دوم در تپه بسطه به دست آمده است.

### جشنواره‌ سد در طول تاریخ پادشاهی‌های مصر باستان

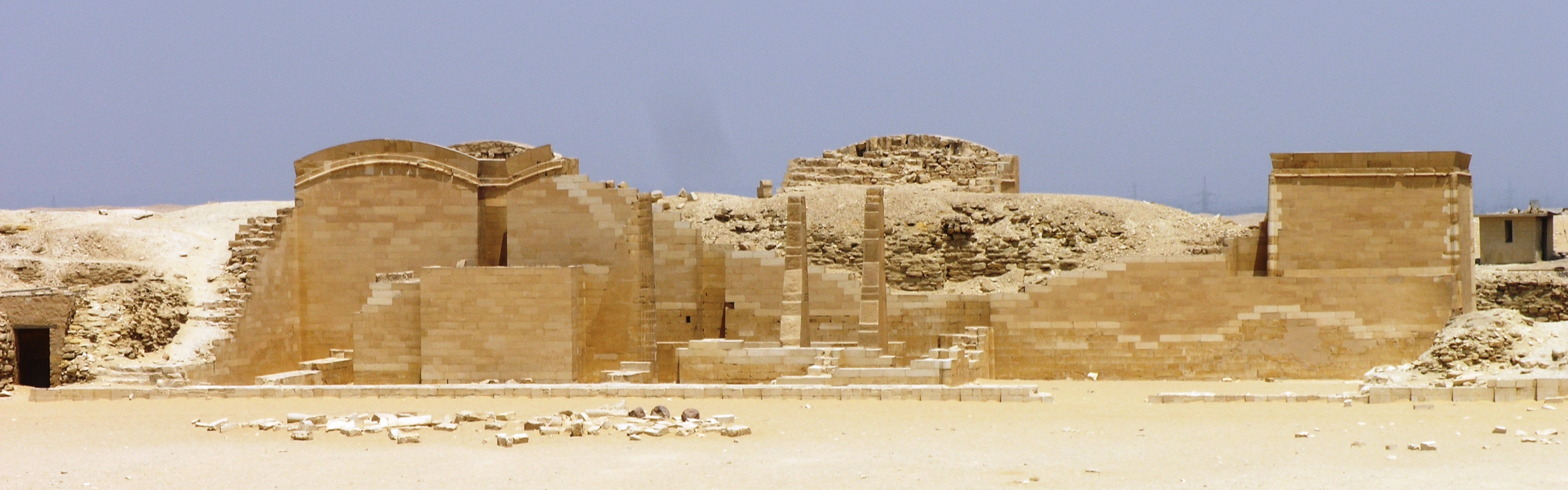
معبد هب سد در مجموعه هرم جوزر

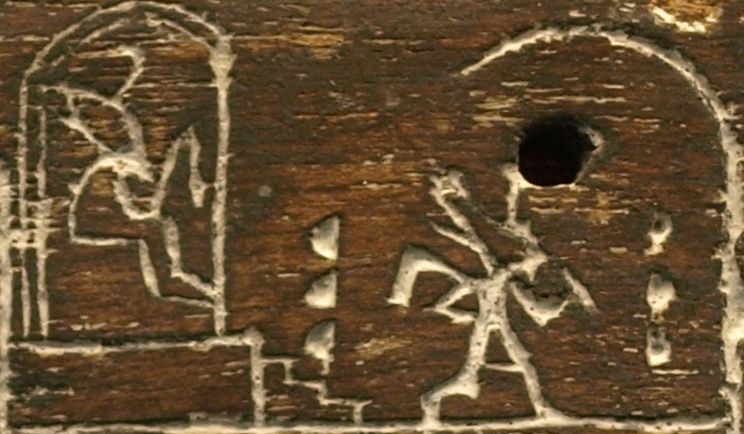
یک مهر از جنس چوب آبنوس از فرعون دن، که او را در حال دویدن در اطراف علائم مرزی آیینی به عنوان بخشی از جشن سد نشان می‌دهد.

### دوره دودمانی آغازی و پادشاهی کهن:

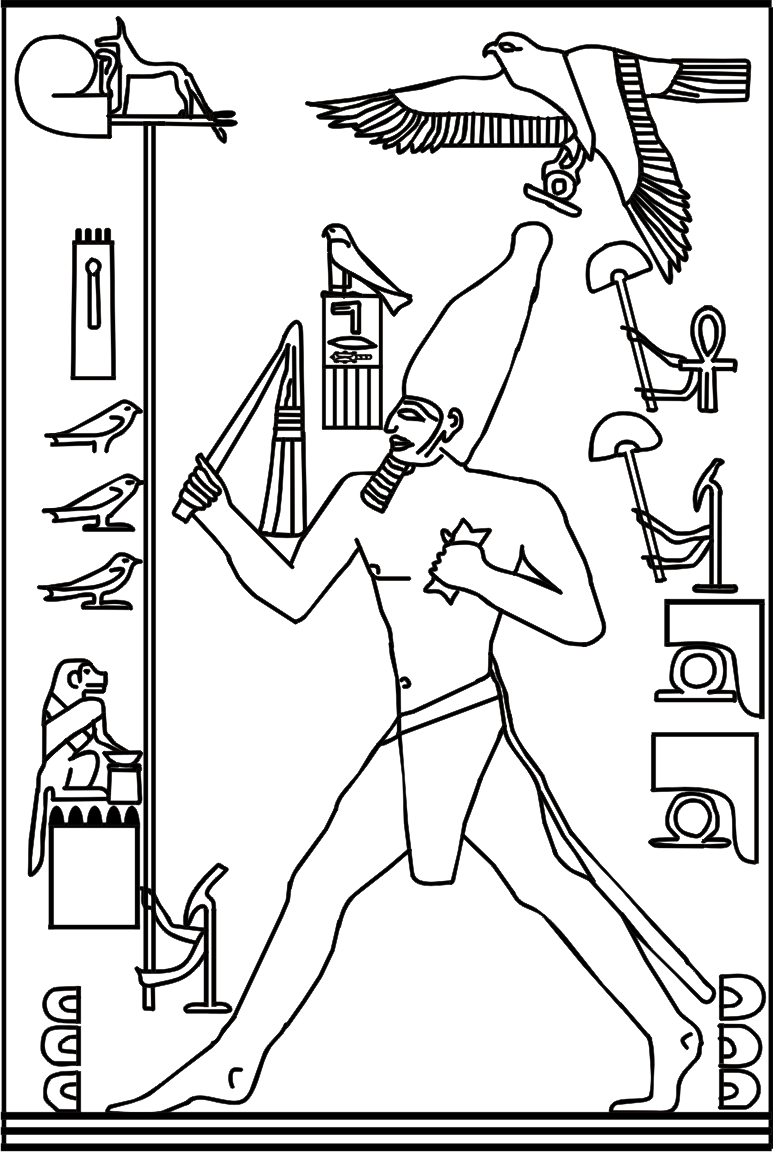
طرحی از یک نقش برجسته از سنگ‌ نگاره‌های زیرزمینی هرم پلکانی فرعون جوزر که برای جشن هب-سد می‌دود.

شواهد روشنی وجود دارد که نشان می‌دهد فراعنه اولیه، مانند فرعون دن از سلسله اول و فرعون جوزر از سلسله سوم، مراسم سد را جشن می‌گرفتند. دو نشانگر سنگی در معبد هب سد او وجود دارد که در داخل مجموعه هرم جوزر او قرار دارد. جوزر همچنین در حال اجرای مراسم جشن هب در یک درگاه کاذب در داخل هرم خود نشان داده شده است. این دو نشانگر سنگی به عنوان یادآوری‌ای از سلطه جوزر بر مصر علیا و سفلی عمل می‌کردند.                              قرار دادن آنها در مجموعه آرامگاه او به جوزر این امکان را می‌داد که پس از مرگش، جشن سد را برای همیشه انجام‌ دهد.
یکی از اولین جشن‌های سد که شواهد قابل توجهی از آن وجود دارد، مربوط به دودمان ششم، پپی یکم در سند سنگی جنوب سقاره است؛ این سند، علیرغم آسیب‌های وارده، سلطنت حداقل ۴۰ ساله او را تأیید می‌کند. علاوه بر این، ظروف مرمرینی وجود دارد که یادبود اولین جشنواره سد پپی یکم بر روی آنها حک شده است و جشن سد را گرامی می‌دارند. در دوره نخست میانی، فقدان بناهای تاریخی معاصر آن دوره، خلأ هرگونه مدرکی از جشنواره سد پس از سلسله ششم را ایجاد می‌کند.

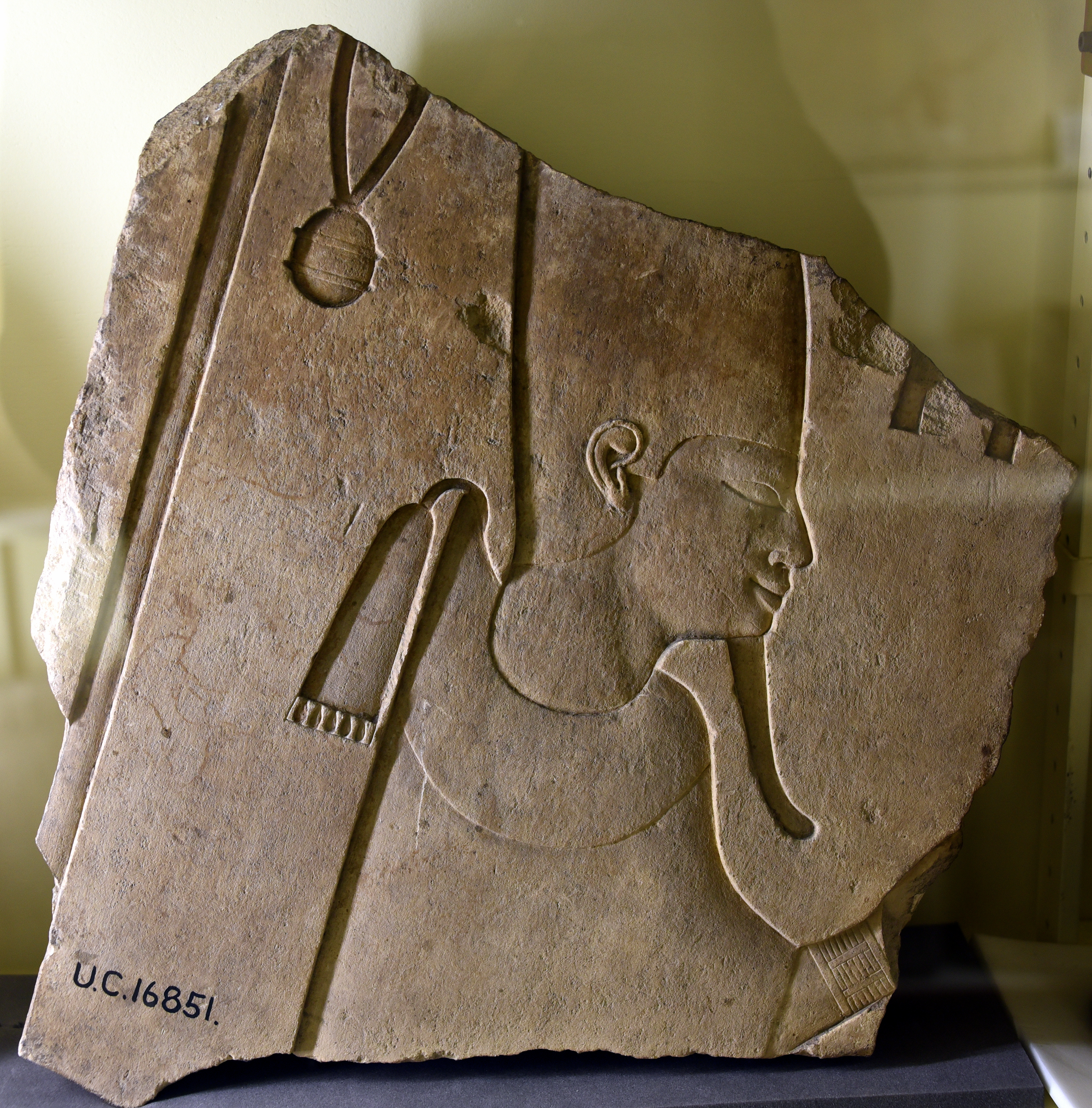
قطعه‌ای از نقش برجسته روی سنگ آهک، فرعونی ناشناس از دودمان دوازدهم را نشان می‌دهد که ردای جشن سد، تاج سفید مصر علیا و منات (نوعی شمشیر) را به همراه خود دارد.

### پادشاهی میانی:
در دوران پادشاهی میانی، قدرت فرعون بار دیگر افزایش یافت و تثبیت شد و ساخت بناهای یادبود مانند دوران پادشاهی کهن آغاز شد.
آمنمحات یکم، بر اساس شواهد موجود در هرم او، به نظر می‌رسد که به همراه پسرش سنوسرت اول حکومت می‌کرده است. بر اساس گاهشماری ارائه شده توسط این بنای یادبود، بیست و نهمین سال سلطنت آمنمحات اول، دهمین سال سلطنت پسرش بوده است. بنابراین، آمنمحات اول، حداقل طبق سنت و عرف سلطنتی، واجد شرایط برگزاری جشن سد نبوده است. سنوسرت اول در دوران سلطنت مستقل از پدر خود، هم به خاطر ساخت معبد سفید -جایی که برای بزرگداشت جشن سد او در نظر گرفته شده بود- و هم به خاطر برگزاری جشن سد در سی و یکمین سال سلطنتش، به جای سی‌امین سال، در تاریخ قابل توجه است.
نکته قابل توجه این است که آمنمحات دوم، با وجود اینکه به نظر می‌رسد تقریباً ۳۵ سال حکومت کرده است ولی به نظر می‌رسد که هیچ نوع جشن سدی نداشته است.

### پادشاهی نوین:
با قضاوت بر اساس کتیبه‌های باقی‌مانده، مجلل‌ترین جشن‌های سد، مربوط به آمنهوتپ سوم (حدود ۱۳۶۰ پیش از میلاد) و رامسس دوم (که اولین جشن خود را تقریباً در ۱۲۴۹ پیش از میلاد برگزار کرد) بود. به نظر می‌رسد چندین فرعون، شرط ۳۰ ساله بودن سلطنت را نادیده گرفته‌اند؛ به‌ویژه دو فرعون از دودمان هجدهم یعنی حتشپسوت و آخناتون. سلسله‌ای که در آن دوره، مصر در حال بهبود اوضاع خود پس از اشغال توسط بیگانگان، بازسازی خود و تعریف مجدد بسیاری از سنت‌ها بود.

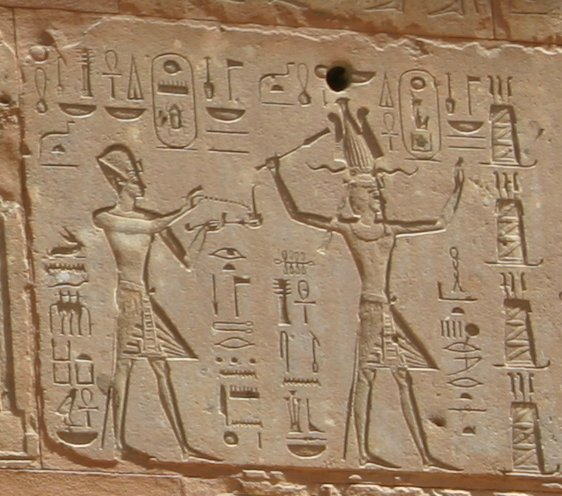
حتشپسوت و پسرخوانده‌اش توتموس سوم

حتشپسوت جشن سد خود را در تبس برگزار کرد، اما او این کار را با احتساب زمانی که همسر شوهرش بود انجام داد و برخی تحقیقات اخیر نشان می‌دهد که او از اقتداری که معمولاً در دوران سلطنت همسرش برای او باقی مانده بود، استفاده می‌کرد. پس از مرگ شوهرش(توتموس دوم)، تنها مرد واجد شرایط در خانواده سلطنتی، پسرخوانده و برادرزاده او یعنی توتموس سوم بود که در آن زمان کودک بود. حتشپسوت همسر او شد و اندکی پس از آن، او به عنوان فرعون تاجگذاری کرد. برخی از مصرشناسان، مانند یورگن فون بکرات در کتاب خود «گاهشماری فراعنه مصر»، گمان می‌کنند که حتشپسوت ممکن است اولین جشن سد خود را به مناسبت گذشت ۳۰ سال از مرگ پدرش، توتموس اول -کسی که تمام مشروعیت خود را برای حکومت بر مصر از او گرفته بود- جشن گرفته باشد،  توتموس یکم دخترش را به بالاترین مقام اداری در دولت خود منصوب کرده بود و به او تجربه مشترک نایب‌السلطنه بودن در اداره بسیاری از جنبه‌های حکومتی خود را داده بود. این رفتار توتموس یکم منعکس کننده یک ادعای افسانه ای است که توسط کاهنان آمون-رع گفته می شد مبنی بر اینکه پدرش ، حتشپسوت را به عنوان وارث تاج و تخت خودش نامیده است.

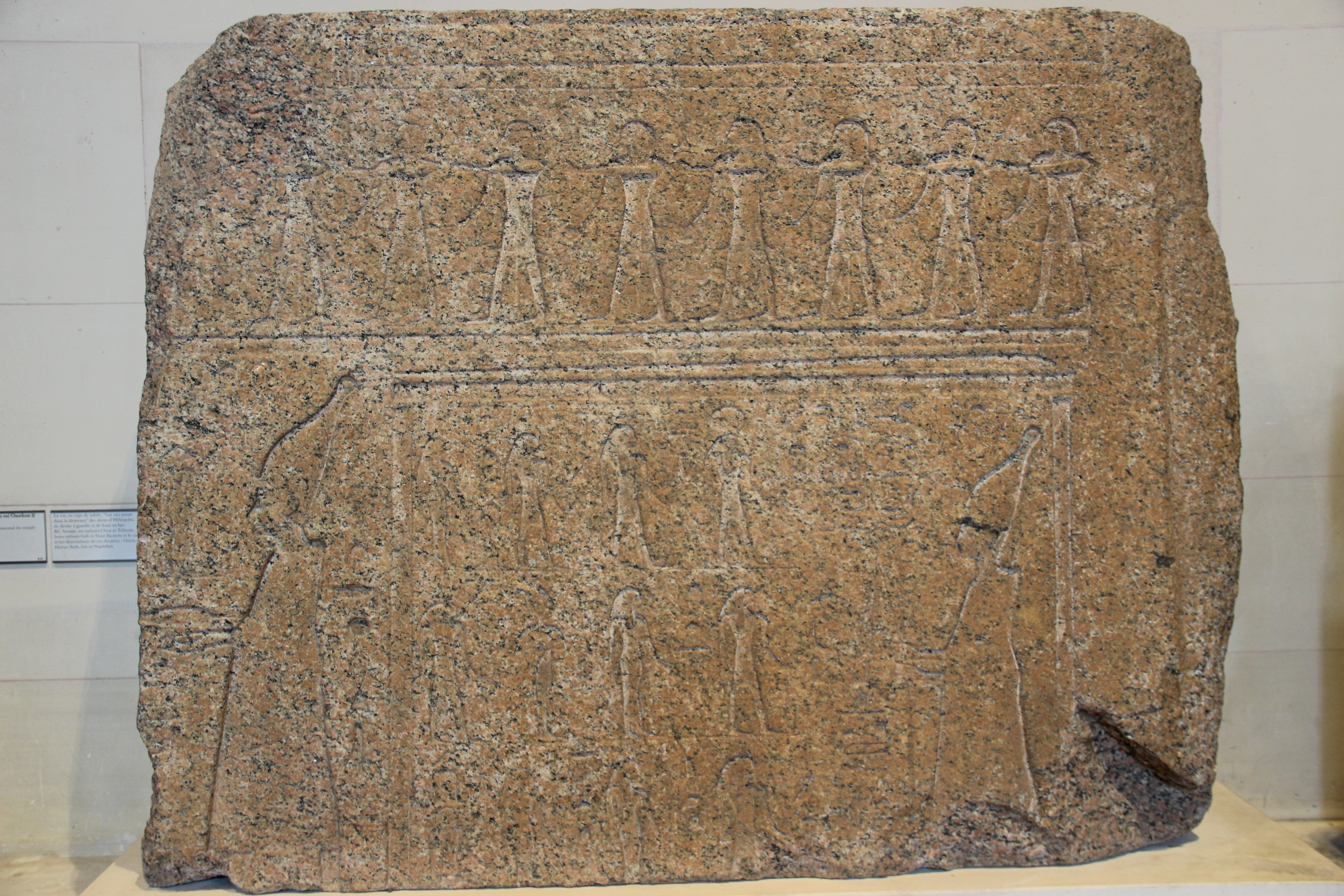
نقش برجسته‌ای از جشن سدِ اوسورکن دوم در بوباستیس.

آخناتون تغییرات زیادی در آداب و رسوم مذهبی ایجاد کرد تا نفوذ کاهنان آمون-رع را که آنها را فاسد می‌دانست، کاهش دهد. اصلاحات مذهبی او ممکن است با تصمیم او برای برگزاری اولین جشن سد در سومین سال سلطنتش آغاز شده باشد. هدف او ممکن است کسب امتیاز در برابر معبد قدرتمند آمون بوده باشد، زیرا جشن سد یک جشن سلطنتی بود که برای تقویت قدرت الهی و رهبری مذهبی فرعون در نظر گرفته شده بود. در همان زمان، آخناتون پایتخت مصر را نیز به عمارنه منتقل کرد. آخناتون عمارنه را برای پرستش انحصاری آتون تأسیس کرد؛ اقدامی بی‌سابقه از سوی یک فرعون، که می‌تواند توضیح دهد که چرا او می‌خواست قدرت مذهبی و سیاسی را تحکیم کند. این در تضاد با پدر آخناتون، آمنهوتپ سوم، است که در جشنواره سد خود بر چندخدایی تأکید کرده بود.

### دوره سوم میانی:
جشن‌های سد هنوز توسط پادشاهان بعدی دوران لیبی مانند شوشنق سوم، شوشنق پنجم، اوسورکن یکم -که دومین هب سد خود را در سی و سومین سال سلطنتش داشت- و اوسورکُن دوم که معبدی عظیم در بوباستیس ساخت که دارای دروازه‌ای از گرانیت قرمز بود و با صحنه‌هایی از این جشن که برای بزرگداشت جشن سد خود تزئین شده بود، برگزار می‌شد.